# N̈
N̈ (malé písmeno n̈) je speciální písmeno latinky. Nazývá se N s přehláskou (dvěma tečkami) nebo přehlasované N. Nachází se pouze v jakaltekštině, malgaštině a kapverdské kreolštině, kde všude reprezentuje [ŋ]. Je velice málo používáno, nemá zastoupení na klávesnicích a je obtížné ho zaznamenat v počítačově psaném textu.